# الكهف (فلم 2011)
الكهف (بالإنجليزية: Sanctum) هو فيلم أكشن إثارة من إخراج أليستير جريرسون وبطولة ريتشارد روكسبيرج، ريس ويكفيلد وإيوان جروفود، صدر الفيلم في الولايات المتحدة في 4 فبراير 2011.

## روابط خارجية
- الموقع الرسمي
- مقالات تستعمل روابط فنية بلا صلة مع ويكي بيانات